# Szakadát (Románia)
Szakadát (románul Săcădat) falu Romániában Maros megyében.
Szováta északnyugati tartozéktelepülése a központtól 6 km-re északra a Szakadát-pataka mentén.
Csak 1900-ban került a Helységnévtárba, addig tanyaszerű telep volt. Orbán Balázs a Szakadát-bércen egykori mondabeli várat keresett. A trianoni békeszerződésig Maros-Torda vármegye Nyárádszeredai járásához tartozott. 1992-ben 937 lakosából 873 magyar, 63 román volt.
Itt született 1875-ben Dékányi Kálmán író, egyetemi tanár.